# You Really Got Me
«You Really Got Me» (с англ. — «Ты просто покорила меня») — песня английской рок-группы The Kinks, написанная Рэем Дэвисом и выпущенная в качестве сингла 4 августа 1964 года в Великобритании и 2 сентября 1964 года в США. Композиция попала на первую строчку UK Singles Chart и продержалась на ней две недели. Песня стала одним из хитов британского вторжения, заняв в 1965 году седьмую строчку в Billboard Hot 100. Вышла в дебютном альбоме The Kinks.
«You Really Got Me» стала одним из первых хитов, построенных на пауэр-аккордах (квинтах и октавах).
В 1999 году песня была введена в Зал славы премии «Грэмми». Rolling Stone поместил композицию в список 500 величайших песен всех времён на 80-ю позицию. В списке этого же журнала «100 величайших гитарных песен всех времён» «You Really Got Me» заняла четвёртую строчку. В начале 2005 года песня была признана лучшей британской песней десятилетия 1955—1965 в опросе радио BBC. В марте 2005 года журнал Q поместил композицию под номером 9 в своём списке 100 величайших гитарных песен. В 2009 году вошла в список величайших хард-рок песен на VH1 под номером 57. Британский журнал New Musical Express включил данную композицию в свой список «500 величайших песен всех времён», разместив её в нём на 219-й позиции.

## История
Песня была записана The Kinks в нескольких стилях летом 1964 года. Звукозаписывающая компания Pye Records, которая работала с группой, требовала хита после того, как два предыдущих сингла не попали в чарты. Рэй Дэвис, в частности, настойчиво уговаривал компанию дать им время и деньги, необходимые для разработки отличного звука и стиля пластинки. Усилия Дэвиса утвердили его в качестве лидера и главного автора песен The Kinks.
Гитарное соло на записи является источником одного из самых спорных и стойких мифов в истории рок-н-ролла: многие считают, что его сыграл не гитарист группы Дэйв Дэвис, а бывший к тому времени сессионным музыкантом Джимми Пейдж, который позже присоединился к The Yardbirds и Led Zeppelin. Среди тех, кто утверждал, что именно Пейдж записал это гитарное соло, был Джон Лорд из Deep Purple, который также утверждал, что играл на фортепиано на этой записи. Пейдж всегда отрицал это, но слухи зашли так далеко, что в 1970-х годах в интервью журналу Sound on Sound он сказал: «Я не играл в „You Really Got Me“, и вот что его (Рэя Дэвиса) бесит». Историк рока и писатель Дуг Хинман предполагает, что слух пошёл из ритм-н-блюзового сообщества Великобритании, многие члены которого были обижены, что группа «подростков-выскочек», таких как The Kinks, может писать такие мощные и влиятельные основанные на блюзе песни, казалось бы, из ниоткуда.
Последние релизы The Kinks дали полное официальное подтверждение составу, участвовавшему в записи. Члены группы Рэй Дэвис (вокал и ритм-гитара), Дэйв Дэвис (соло-гитара), Пит Куэйф (бас) привлекли к ней Бобби Грэма (ударные) и Артура Гринслейда (фортепиано). Ударник The Kinks Мик Эвори играет на бубне.

## Кавер-версия Van Halen
«You Really Got Me» — дебютный сингл хард-рок группы Van Halen из альбома Van Halen, выпущенный 28 января 1978 года на лейбле Warner Bros.

### О сингле
Как первый сингл группы, это был популярный радио-хит, который помог начать карьеру группы. Эта версия, которая была процитирована Эдди Ван Халеном, как «обновленная» версия оригинала, отличалась «театральной» игрой на гитаре Эдди Ван Халена и «вокальными махинациями» Дэвида Ли Рота. Эта песня была исполнена группой вживую в течение многих лет до её студийного релиза. На радио она часто фигурирует с «Eruption», инструменталом, который предшествует ему в альбоме, в качестве вступления.
С тех пор Эдди Ван Хален выразил недовольство использованием песни «You Really Got Me» в качестве дебютного сингла группы. Он сказал: «Меня немного расстроило, что Тед Темплман хотел, чтобы наш первый сингл был чьей-то другой мелодией». Я бы, наверное, выбрал „Jamie’s Cryin“, просто потому, что это был наш собственный хит».
Песня была выпущена как сингл в результате встречи между Эдди Ван Халеном и членами группы Angel. Эдди Ван Хален и барабанщик Angel Барри Брандт хвастались друг другу своим новым материалом, в результате чего Эдди Ван Хален показал Брандту демо-версию песни «You Really Got Me». На следующий день продюсер группы Тед Темплман сказал Van Halen, что Angel записывают их собственную кавер-версию песни «You Really Got Me», чтобы выпустить ее до выхода версии Van Halen. В результате песня была спешно выпущена как сингл, прежде чем Angel смогли это сделать.
Дэйв Дэвис из The Kinks заявил, что ему не нравится исполнение песни Van Halen, сказав: «вот в чем дело: хорошее искусство не всегда заключается в том, чтобы иметь самую удобную технику. Мне не следовало бы поощрять его, но я уверен, что Эдди Ван Хален играл лучше, когда был пьян». Он также рассказал о том, как один концертмейстер подошел к нему после живого выступления и поздравил с исполнением «великолепной кавер-версии песни Van Halen».

### Список композиций
| №  | Название            | Длительность |
| -- | ------------------- | ------------ |
| 1. | «You Really Got Me» | 2:37         |

| №  | Название      | Длительность |
| -- | ------------- | ------------ |
| 1. | «Atomic Punk» | 3:02         |

### Участники записи
- Дэвид Ли Рот — вокал
- Эдди Ван Хален — электрогитара, бэк-вокал
- Майкл Энтони — бас-гитара, бэк-вокал
- Алекс Ван Хален — ударные